# Otto Scharge
Otto Scharge (* 7. März 1894 in Zühlen; † 25. März 1976 in Halle (Saale)) war ein deutscher Goldschmied.

## Leben und Werk
Nach einer Lehre als Goldschmied war Scharge von 1920 bis 1922 Gold- und Silberschmied in der Berliner Geschäftsstelle der Wiener Werkstätte. 1923 arbeitete er bei den Hamburger Juwelieren Otto Stüber und Christoph Kay (1869–1943) sowie kurzzeitig beim legendären Gold- und Silberschmied Emil Lettré (1876–1954) aus einer Hanauer Handwerkerfamilie. 1924 richtete er in Weißenfels seine erste eigene Werkstatt ein. Nach der Heirat mit der Glasgestalterin Ilse Scharge-Nebel (1904–1988) hatte er mit dieser seit 1930 ein großes Atelier in Halle. 1934 wurde er zum Obermeister der Goldschmiedeinnung der Handwerkskammer Halle bestallt. Scharge war Mitglied des Deutschen Werkbundes. Ab 1926 wurden seine Arbeiten wiederholt auf der Leipziger Grassi-Messe angeboten. Er beteiligte sich erfolgreich an künstlerischen Wettbewerben. 1937 bestand er die Meisterprüfung.
Scharge war mit dem Schriftsteller Walter Bauer befreundet.

## Ehrungen
- 1935: 2. Preis im Wettbewerb „Bernstein in Verbindung mit Silber“ der Gesellschaft für Goldschmiedekunst
- 1937: Silbermedaille auf der Weltausstellung in Paris
- 1964: Verleihung des Professorentitels

## Darstellung Scharges
- Edmund Kesting: Porträt Otto Scharge (Fotografie, 1958)

## Werke (Auswahl)
- Ring (Silber mit Holzcabochon aus Mooreiche oder Ebenholz, um 1930)[3]
- Silberne Dose (im Bestand der Stiftung Deutsches Design Museum, Frankfurt/Main)[4]
- Brosche in Form einer Gesichtsmaske (Silber)[5]
- Ring und Armbänder (Treibarbeiten, Silber; ausgestellt 1958/1959 auf der Vierten Deutschen Kunstausstellung)[6]

## Ausstellungen (Auswahl)
- 1948 Halle/Saale: Große Kunstausstellung Sachsen-Anhalt[7]
- 1949 Erfurt, Angermuseum: „12 Meister des Kunsthandwerkes der Gegenwart“
- 1958/1959[6] und 1967/1968 Dresden: Deutsche Kunstausstellungen
- 1963 Leipzig, Grassimuseum (mit Ilse Scharge-Nebel und Günther Laufer)
- 1964/1965 Eisenach, Thüringer Museum (mit Ilse Scharge-Nebel und Günter Laufer)
- 1969/1970 Schmalkalden, Schlossmuseum (mit Ilse Scharge-Nebel)
- 1984 Erfurt, Galerie am Fischmarkt
- 1994 Halle, Staatliche Galerie Moritzburg (mit Ilse Scharge-Nebel)